# Louis Castle

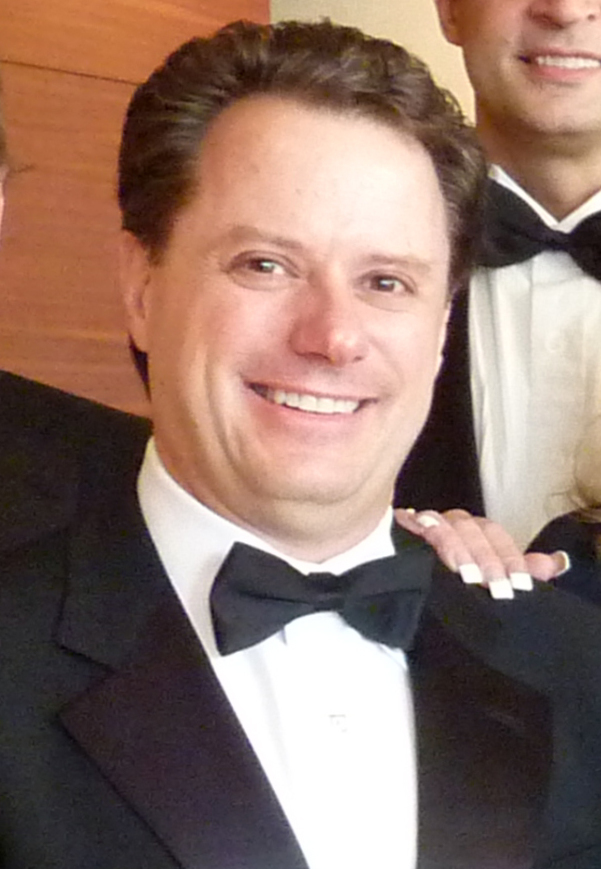
Castle im Rahmen der BAFTA 2011

Louis „Lou“ J. Castle II ist ein US-amerikanischer Videospielentwickler, Unternehmer und Manager. Gemeinsam mit Brett W. Sperry gründete er das Unternehmen Westwood Studios, das dem Genre der Echtzeit-Strategiespiele maßgeblich zum Durchbruch verhalf.

## Karriere
Castle Interesse für Videospiele erwachte eigenen Angaben zufolge bereits während seiner Schulzeit. Nach der Schule studierte er Bildende Kunst und Informatik an der University of Nevada, Las Vegas, obwohl er das Angebot für ein Stipendium für ein Architektur-Studium an der Arizona State University erhalten hatte. 1983/84 lernte Castle, der zu dem Zeitpunkt als Verkäufer des Apple-Stores Century 23 in Las Vegas tätig war, den Programmierer Brett W. Sperry kennen. Im März 1985 gründete er gemeinsam mit Sperry in Las Vegas das Unternehmen Westwood Associates, das sich 1992 in Westwood Studios umbenannte. Zwischen 2000 und 2003 war er General Manager bei Westwood Studios.
Nach einigen Veröffentlichungen im Bereich der Computer-Rollenspiele (Eye of the Beholder, Lands of Lore) und Adventures (Legend of Kyrandia) verhalf das Unternehmen zu Beginn der 1990er mit den Titeln Dune II – Kampf um Arrakis und Command & Conquer dem Genre der Echtzeit-Strategiespiele zum Durchbruch. Als Westwood 1998 von Electronic Arts für 122,5 Millionen US-Dollar übernommen wurde, erhielten er und Sperry einen Fünf-Jahres-Arbeitsvertrag. 2000 bis 2003 leitete er das Studio als General Manager. Während Sperry nach Ablauf seines Vertrages aus dem Unternehmen schied, blieb Castle weiter für EA tätig. Nach der Auflösung Westwoods 2003 und Verlegung der bisherigen Aktivitäten zu EA Los Angeles war Castle bis Juni 2009 als Vice President für die kreative Ausrichtung des Studios verantwortlich. Zu seinen Tätigkeiten zählte unter anderem die Beaufsichtigung von EAs Blueprint Studio.
Am 15. Juli 2009 wurde bekannt, dass Castle dem Unternehmen InstantAction als neuer CEO für GarageGames beitreten werde. Nachdem InstantAction im November 2010 geschlossen worden war, wurde Castle im Januar 2011 Berater für Premium FanPage, und wechselte schließlich zu Zynga als Vice President of Studios. Bereits nach sechs Monaten verließ er das Unternehmen jedoch wieder, um eine Stelle als Chief Strategy Officer für den Casinozulieferers und Spieltischherstellers Shuffle Master anzunehmen. Zuvor war Castle für Shuffle Master bereits sechs Jahre Mitglied des Board of Directors, unter anderem als Vorsitzender des Audit Committees.
2017 übernahm Castle die Leitung von Amazons Relentless Studios in Seattle, das zu diesem Zeitpunkt an der Entwicklung des Online-Shooters Crucible arbeitete. 2021 wechselte er als Chief Product Officer zu Greenpark Sports.

## Persönliches
Castle lebt mit seiner Familie in Las Vegas.

## Ludografie (Auszug)
- Mars Saga (1988)
- BattleTech: The Crescent Hawk’s Inception (1988)
- A Nightmare on Elm Street (1989)
- Dragonstrike (1990)
- Dungeons & Dragons: Warriors of the Eternal Sun (1992)
- The Legend of Kyrandia: Hand of Fate (1993)
- Der König der Löwen (1994)
- Lands of Lore 2 (1997)
- Blade Runner (1997)
- Lands of Lore 3 (1999)
- Command & Conquer: Renegade (2002)
- Pirates: The Legend of Black Kat (2002)
- Boom Blox (2008)
- Boom Blox Bash Party (2009)
- Crucible (2020)

## Auszeichnungen
- 1999 erhielt er auf der Game Developers Conference im Rahmen der Spotlight Awards die Auszeichnung für sein Lebenswerk.[20]
- 2002 Governor’s Arts Award des Staates Nevada[21]
- 2009 wurde er vom US-amerikanischen Online-Spielemagazin IGN zu den 100 bedeutendsten Spieleentwicklern gezählt.[22]